# Linspire
Linspire (voorheen Lindows) is een commerciële Linuxdistributie, dat een alternatief probeert te zijn voor Windows. Het werd in eerste instantie op de markt gebracht door het in San Diego gevestigde Lindows.com, een Amerikaans bedrijf dat in 2001 werd opgericht door Michael Robertson.

## Doel en Linux
Lindows oorspronkelijke doel was om een Linuxdistributie te maken die volledig transparant zou zijn met Windowsapplicaties. Van dit oorspronkelijk doel stapten ze echter af. In plaats hiervan stelden ze het doel om Windowsgebruikers op een vertrouwde manier over te laten stappen naar Linux.
In de GNU/Linux wereld werd Lindows niet door iedereen met open armen ontvangen. Door sommigen omdat het een commerciële distributie was, met veel niet-vrije software, maar vooral omdat Lindowsgebruikers standaard met rootprivileges draaiden. Dit laatste wordt gezien als een onveilige situatie en niet conform de veiligheidseisen van Linux.

## Conflict met Microsoft
- Sinds december 2001 loopt in de Verenigde Staten een rechtszaak, die is aangespannen door Microsoft, tegen Lindows.
- Op 26 november 2003 werd bekend dat Microsoft Nederland een rechtszaak overwoog tegen het Nederlandse eenmansbedrijf DVCS, dat als eerste Europese computerbedrijf standaard LindowsOS meelevert op computers. Maar een dag later zag Microsoft van een rechtszaak af.
- Op 12 december 2003 verbood een Zweedse rechtbank in een voorlopig besluit het gebruik van de merknamen Lindows, Lindows.com en LindowsOS in Zweden.
- 29 januari 2004 verbood de Amsterdamse rechtbank het gebruik van de naam Lindows in Nederland. Ook de website mag niet meer benaderbaar zijn vanuit Nederland, België en Luxemburg.
- 14 april 2004 - Onder druk van Microsoft veranderde Lindows haar naam in Linspire.

Overigens wordt Lindows al sinds september 2003 geleverd op sommige harde schijven van het Amerikaanse Seagate en zelfs sinds juni 2002 op enkele pc's van het Amerikaanse Wal-Mart.
Op 15 december 2004 bood Linspire aan om alle pc's van de Nederlandse overheid te voorzien van Linspire, voor een bedrag van 5,9 miljoen euro. Microsoft had Windows voor dezelfde pc's aangeboden voor 147 miljoen euro.